# Sybra venosa
Sybra venosa är en skalbaggsart som beskrevs av Francis Polkinghorne Pascoe 1865. Sybra venosa ingår i släktet Sybra och familjen långhorningar. Inga underarter finns listade i Catalogue of Life.